# Glenea cylindrica
Glenea cylindrica är en skalbaggsart som beskrevs av Aurivillius 1925. Glenea cylindrica ingår i släktet Glenea och familjen långhorningar. Inga underarter finns listade i Catalogue of Life.